# Luxiaria fasciosa
Luxiaria fasciosa là một loài bướm đêm trong họ Geometridae.